# Liste der Baudenkmale in Neustadt am Rübenberge
Die Liste der Baudenkmale in Neustadt am Rübenberge enthält alle Baudenkmale des Ortsteils Neustadt am Rübenberge der niedersächsischen Stadt Neustadt am Rübenberge. Die Quelle der Baudenkmale ist der Denkmalatlas Niedersachsen. Der Stand der Liste ist der 1. Dezember 2021.
Die Baudenkmale der Ortsteile Averhoy, Basse, Bordenau, Esperke, Helstorf, Luttmersen, Metel, Otternhagen, Scharrel, Suttorf und Vesbeck befinden sich in der Liste der Baudenkmale in Neustadt am Rübenberge (Ortsteile rechts der Leine).
Die Baudenkmale der Ortsteile Amedorf, Bevensen, Borstel, Brase, Büren, Dudensen, Eilvese, Empede, Evensen, Hagen, Laderholz, Lutter, Mandelsloh, Mardorf, Mariensee, Niedernstöcken, Nöpke, Poggenhagen, Schneeren, Stöckendrebber, Welze und Wulfelade befinden sich in der Liste der Baudenkmale in Neustadt am Rübenberge (Ortsteile links der Leine).

## Neustadt am Rübenberge

### Friedhof Nienburger Straße
Baudenkmal (Gruppe):

| Lage                                          | Bezeichnung                                 | Beschreibung | ID       | Bild |
| --------------------------------------------- | ------------------------------------------- | ------------ | -------- | ---- |
| Nienburger Straße 52° 30′ 22″ N, 9° 27′ 22″ O | Baudenkmalgruppe Friedhof Nienburger Straße |              | 30973818 |      |

Baudenkmale (Einzeln):

| Lage                                          | Bezeichnung        | Beschreibung | ID       | Bild |
| --------------------------------------------- | ------------------ | ------------ | -------- | ---- |
| Nienburger Straße 52° 30′ 22″ N, 9° 27′ 22″ O | Friedhof           |              | 30982987 |      |
| Nienburger Straße 52° 30′ 23″ N, 9° 27′ 22″ O | Leichenwagenremise |              | 30986842 |      |

### Hüttenplatz 1
Baudenkmal (Gruppe):

| Lage                                      | Bezeichnung                    | Beschreibung | ID       | Bild |
| ----------------------------------------- | ------------------------------ | ------------ | -------- | ---- |
| Hüttenplatz 1 52° 30′ 15″ N, 9° 26′ 18″ O | Baudenkmalgruppe Hüttenplatz 1 |              | 39536363 | BW   |

Baudenkmale (Einzeln):

| Lage                                     | Bezeichnung | Beschreibung | ID       | Bild |
| ---------------------------------------- | ----------- | ------------ | -------- | ---- |
| Landwehr 103 52° 30′ 14″ N, 9° 26′ 18″ O | Villa       |              | 30981884 |      |
| Landwehr 101 52° 30′ 15″ N, 9° 26′ 18″ O | Torgebäude  |              | 30982008 | BW   |
| Landwehr 101 52° 30′ 15″ N, 9° 26′ 18″ O | Tor         |              | 39536375 |      |

### Gruppe: Hannoversche Straße 2
Baudenkmal (Gruppe):

| Lage                                             | Bezeichnung           | Beschreibung | ID       | Bild |
| ------------------------------------------------ | --------------------- | ------------ | -------- | ---- |
| Hannoversche Straße 2 52° 30′ 14″ N, 9° 28′ 0″ O | Hannoversche Straße 2 |              | 30973767 |      |

Baudenkmale (Einzeln):

| Lage                                             | Bezeichnung  | Beschreibung | ID       | Bild |
| ------------------------------------------------ | ------------ | ------------ | -------- | ---- |
| Hannoversche Straße 2 52° 30′ 15″ N, 9° 28′ 0″ O | Wohnhaus     |              | 30981826 |      |
| Hannoversche Straße 2 52° 30′ 14″ N, 9° 28′ 1″ O | Brunnen      |              | 30987471 |      |
| Apfelallee 2 52° 30′ 14″ N, 9° 28′ 2″ O          | Nebengebäude |              | 30981846 |      |

### Gruppe: Ecksteinmühle, Mühlenhof 2, 3-4
Baudenkmal (Gruppe):

| Lage                        | Bezeichnung                     | Beschreibung | ID       | Bild |
| --------------------------- | ------------------------------- | ------------ | -------- | ---- |
| 52° 30′ 25″ N, 9° 27′ 49″ O | Ecksteinmühle, Mühlenhof 2, 3-4 |              | 30974435 |      |

Baudenkmale (Einzeln):

| Lage                                     | Bezeichnung   | Beschreibung                                                                             | ID       | Bild |
| ---------------------------------------- | ------------- | ---------------------------------------------------------------------------------------- | -------- | ---- |
| Mühlenhof 2 52° 30′ 24″ N, 9° 27′ 48″ O  | Mühle         | Seit 1215 gibt es hier eine Mühle. Die jetzigen Gebäude wurden von 1811 bis 1813 erbaut. | 30981570 |      |
| Mühlenhof 2 52° 30′ 24″ N, 9° 27′ 48″ O  | Zwischentrakt |                                                                                          | 30981546 |      |
| Kleine Leine 52° 30′ 23″ N, 9° 27′ 48″ O | Kanal         |                                                                                          | 30981592 |      |
| Kleine Leine 52° 30′ 24″ N, 9° 27′ 48″ O | Wehranlage    |                                                                                          | 30988500 |      |
| 52° 30′ 24″ N, 9° 27′ 49″ O              | Mühle         | Altes Mühlengebäude                                                                      | 30981522 |      |

### Gruppe: Wallanlagen Am Erichsberg
Baudenkmal (Gruppe):

| Lage                        | Bezeichnung               | Beschreibung | ID       | Bild |
| --------------------------- | ------------------------- | ------------ | -------- | ---- |
| 52° 30′ 24″ N, 9° 27′ 33″ O | Wallanlagen Am Erichsberg |              | 30973788 |      |

Baudenkmale (Einzeln):

| Lage                                          | Bezeichnung | Beschreibung | ID       | Bild |
| --------------------------------------------- | ----------- | --- | -------- | ---- |
| Kleine Wallstraße 52° 30′ 25″ N, 9° 27′ 34″ O | Wallanlage  | Bei Grabungen in den Jahren 1986/1987 wurden Reste der alten Bastei ausgegraben. Dabei wurden unversehrte Kasematten entdeckt. | 30981918 |      |

### Gruppe: Kirchenanlage An der Liebfrauenkirche
Baudenkmal (Gruppe):

| Lage                        | Bezeichnung                           | Beschreibung | ID       | Bild |
| --------------------------- | ------------------------------------- | ------------ | -------- | ---- |
| 52° 30′ 14″ N, 9° 27′ 40″ O | Kirchenanlage An der Liebfrauenkirche |              | 33779887 |      |

Baudenkmale (Einzeln):

| Lage                                                  | Bezeichnung      | Beschreibung | ID       | Bild |
| ----------------------------------------------------- | ---------------- | --- | -------- | ---- |
| An der Liebfrauenkirche 4 52° 30′ 15″ N, 9° 27′ 40″ O | Superintendentur | Zweigeschossiger Fachwerkbau mit Walmdach und vorgelagerter Freitreppe, wohl in der 2. Hälfte des 18. Jahrhunderts entstanden. Die Tür mit Oberlicht in gotisierenden Formen.                             | 30981664 |      |
| An der Liebfrauenkirche 6 52° 30′ 14″ N, 9° 27′ 40″ O | Gemeindehaus     | Zweigeschossiger Fachwerkbau mit Walmdach, um 1800 erbaut. Das Gebäude liegt am Ludwig-Enneccerus-Platz.                                                                                                  | 30981684 |      |
| An der Liebfrauenkirche 7 52° 30′ 13″ N, 9° 27′ 40″ O | Schule           | Zweigeschossiges Giebelhaus, wohl spätes 18. Jahrhundert Im 19. Jahrhundert vermutlich um den seitlichen Anbau erweitert. Das Gebäude liegt am Ludwig-Enneccerus-Platz. Heute ist in dem Haus ein Museum. | 30981704 |      |
| An der Liebfrauenkirche 8 52° 30′ 14″ N, 9° 27′ 41″ O | Schule           | Zweigeschossiges Fachwerk-Dielenhaus mit Krüppelwalmdach, um 1703–1707 unter Verwendung älterer Hölzer als Kantor- und Knabenschule errichtet.                                                            | 30981724 |      |
| Ludwig-Enneccerus-Platz 1 52° 30′ 13″ N, 9° 27′ 39″ O | Schule           | | 30982258 |      |

### Gruppe: Wohn-u.Geschäftshs. Apothekengasse
Baudenkmal (Gruppe):

| Lage                        | Bezeichnung                        | Beschreibung | ID       | Bild |
| --------------------------- | ---------------------------------- | ------------ | -------- | ---- |
| 52° 30′ 18″ N, 9° 27′ 42″ O | Wohn-u.Geschäftshs. Apothekengasse |              | 30973747 | BW   |

Baudenkmale (Einzeln):

| Lage                                       | Bezeichnung         | Beschreibung | ID       | Bild |
| ------------------------------------------ | ------------------- | ------------ | -------- | ---- |
| Apothekengasse 52° 30′ 19″ N, 9° 27′ 41″ O | Wegeparzelle        |              | 30981744 |      |
| Marktstraße 3 52° 30′ 17″ N, 9° 27′ 43″ O  | Wohn-/Geschäftshaus |              | 30982312 |      |
| Marktstraße 4 52° 30′ 17″ N, 9° 27′ 42″ O  | Rathaus             |              | 30982332 |      |
| Marktstraße 5 52° 30′ 17″ N, 9° 27′ 41″ O  | Wohn-/Geschäftshaus |              | 30982332 |      |
| Mittelstraße 1 52° 30′ 18″ N, 9° 27′ 41″ O | Wohnhaus            |              | 30982806 |      |
| Mittelstraße 2 52° 30′ 18″ N, 9° 27′ 41″ O | Acpotheke           |              | 30982826 |      |
| Leinstraße 1 52° 30′ 18″ N, 9° 27′ 43″ O   | Wohn-/Geschäftshaus |              | 30981972 |      |
| Leinstraße 3 52° 30′ 18″ N, 9° 27′ 43″ O   | Wohn-/Geschäftshaus |              | 30981990 |      |
| Leinstraße 5 52° 30′ 18″ N, 9° 27′ 43″ O   | Wohn-/Geschäftshaus |              | 30982025 |      |
| Leinstraße 7 52° 30′ 19″ N, 9° 27′ 43″ O   | Wohn-/Geschäftshaus |              | 30982043 |      |

### Gruppe: ehem. Ackerbürgerhäuser Leinstraße
Baudenkmal (Gruppe):

| Lage                        | Bezeichnung                        | Beschreibung | ID       | Bild |
| --------------------------- | ---------------------------------- | ------------ | -------- | ---- |
| 52° 30′ 23″ N, 9° 27′ 43″ O | ehem. Ackerbürgerhäuser Leinstraße |              | 30973798 |      |

Baudenkmale (Einzeln):

| Lage                                      | Bezeichnung | Beschreibung | ID       | Bild |
| ----------------------------------------- | ----------- | ------------ | -------- | ---- |
| Leinstraße 27 52° 30′ 23″ N, 9° 27′ 43″ O | Wohnhaus    |              | 30982081 |      |
| Leinstraße 29 52° 30′ 23″ N, 9° 27′ 44″ O | Wohnhaus    |              | 30982101 |      |
| Leinstraße 31 52° 30′ 24″ N, 9° 27′ 43″ O | Wohnhaus    |              | 30982120 |      |
| Leinstraße 33 52° 30′ 24″ N, 9° 27′ 44″ O | Wohnhaus    |              | 30982138 |      |

### Gruppe: Festung Schloss Landestrost
Baudenkmal (Gruppe):

| Lage                                    | Bezeichnung                 | Beschreibung | ID       | Bild           |
| --------------------------------------- | --------------------------- | ------------ | -------- | -------------- |
| Schloßstraße 52° 30′ 9″ N, 9° 27′ 47″ O | Festung Schloss Landestrost |              | 30973830 | Weitere Bilder |

Baudenkmale (Einzeln):

| Lage                                       | Bezeichnung        | Beschreibung | ID       | Bild |
| ------------------------------------------ | ------------------ | --- | -------- | ---- |
| Schloßstraße 1 52° 30′ 10″ N, 9° 27′ 48″ O | Schloss            | Das Schloss Landestrost ist eine Schlossanlage im Baustil der Weserrenaissance, die zwischen 1573 und 1584 erbaut wurde. | 30987174 |      |
| Schloßstraße 1 52° 30′ 8″ N, 9° 27′ 47″ O  | Verwaltungsgebäude | Ehem. Kreissparkasse | 30987219 |      |
| Schloßstraße 1 52° 30′ 4″ N, 9° 27′ 48″ O  | Festung            | | 30983073 |      |
| Schloßstraße 1 52° 30′ 7″ N, 9° 27′ 46″ O  | Grünanlage         | | 30987198 |      |

### Gruppe: Wohn- und Geschäftshäuser Marktstraße
Baudenkmal (Gruppe):

| Lage                        | Bezeichnung                           | Beschreibung | ID       | Bild |
| --------------------------- | ------------------------------------- | ------------ | -------- | ---- |
| 52° 30′ 18″ N, 9° 27′ 39″ O | Wohn- und Geschäftshäuser Marktstraße |              | 30973808 |      |

Baudenkmale (Einzeln):

| Lage                                        | Bezeichnung         | Beschreibung | ID       | Bild |
| ------------------------------------------- | ------------------- | --- | -------- | ---- |
| Marktstraße 6 52° 30′ 17″ N, 9° 27′ 40″ O   | Wohn-/Geschäftshaus | Zweigeschossiges Backsteintraufenhaus mit Zwerchhaus, 1906/07 nach einem Brand in gotisierenden Form neu erbaut. | 30982370 |      |
| Mittelstraße 28 52° 30′ 18″ N, 9° 27′ 40″ O | Wohn-/Geschäftshaus | | 30982931 |      |
| Mittelstraße 29 52° 30′ 18″ N, 9° 27′ 40″ O | Wohnhaus            | Zweigeschossiges Fachwerk-Dielenhaus mit zweifach vorkragendem Giebel, um 1700.                                  | 30982949 |      |

### Gruppe: Marktstraße 18, 24, 25
Baudenkmal (Gruppe):

| Lage                                               | Bezeichnung            | Beschreibung | ID       | Bild |
| -------------------------------------------------- | ---------------------- | ------------ | -------- | ---- |
| Marktstraße 18, 24, 25 52° 30′ 17″ N, 9° 27′ 28″ O | Marktstraße 18, 24, 25 |              | 30974535 |      |

Baudenkmale (Einzeln):

| Lage                                       | Bezeichnung         | Beschreibung | ID       | Bild |
| ------------------------------------------ | ------------------- | ------------ | -------- | ---- |
| Marktstraße 18 52° 30′ 18″ N, 9° 27′ 28″ O | Wohn-/Geschäftshaus |              | 30982551 |      |
| Marktstraße 24 52° 30′ 17″ N, 9° 27′ 28″ O | Wohn-/Geschäftshaus |              | 30982605 |      |
| Marktstraße 25 52° 30′ 17″ N, 9° 27′ 29″ O | Wohn-/Geschäftshaus |              | 30982625 |      |

### Gruppe: Wallstraße 1, Wohnhaus und Nebengebäude
Baudenkmal (Gruppe):

| Lage                                     | Bezeichnung                             | Beschreibung | ID       | Bild |
| ---------------------------------------- | --------------------------------------- | ------------ | -------- | ---- |
| Wallstraße 1 52° 30′ 19″ N, 9° 27′ 33″ O | Wallstraße 1, Wohnhaus und Nebengebäude |              | 30973841 |      |

Baudenkmale (Einzeln):

| Lage                                      | Bezeichnung | Beschreibung | ID       | Bild |
| ----------------------------------------- | ----------- | --- | -------- | ---- |
| Wallstraße 1 52° 30′ 19″ N, 9° 27′ 33″ O  | Wohnhaus    | Das Wohnhaus wurde im Jahre 1854 erbaut. Es ist ein zweigeschossiges, giebelständiges Haus mit einem Krüppelwalmdach. Es ist ein Fachwerkhaus mit einer Backsteinfassade. Ob es ein Umbau eines Ackerbürgerhauses ist, ist nicht bekannt. Es wurde damals auch Holz aus alten Häusern beim Neubau verwendet. | 30983259 |      |
| Wallstraße 1a 52° 30′ 19″ N, 9° 27′ 32″ O | Scheune     | | 30988463 |      |

### Gruppe: Wallstraße 4-9, Wohnhaus und Nebengebäude
Baudenkmal (Gruppe):

| Lage                                       | Bezeichnung                               | Beschreibung | ID       | Bild |
| ------------------------------------------ | ----------------------------------------- | ------------ | -------- | ---- |
| Wallstraße 4-9 52° 30′ 21″ N, 9° 27′ 33″ O | Wallstraße 4-9, Wohnhaus und Nebengebäude |              | 30974449 | BW   |

Baudenkmale (Einzeln):

| Lage                                     | Bezeichnung         | Beschreibung | ID       | Bild |
| ---------------------------------------- | ------------------- | --- | -------- | ---- |
| Wallstraße 4 52° 30′ 20″ N, 9° 27′ 34″ O | Wohn-/Geschäftshaus | Die Häuser wurden alle erst nach 1851 erbaut. Damals wurde der Wall beseitigt, daher auch der Name der Straße. Es sind meist zweigeschossige Bauten, entweder Ackerbürgerhäuser oder Wohnhäuser. Die Häuser 8 und 9 sind Neubauten gewichen. | 30983336 |      |
| Wallstraße 5 52° 30′ 21″ N, 9° 27′ 34″ O | Wohn-/Geschäftshaus | | 30983357 |      |
| Wallstraße 6 52° 30′ 21″ N, 9° 27′ 34″ O | Wohnhaus            | | 30983378 |      |
| Wallstraße 7 52° 30′ 21″ N, 9° 27′ 34″ O | Wohnhaus            | | 30983400 |      |
| Wallstraße 7 52° 30′ 22″ N, 9° 27′ 33″ O | Nebengebäude        | | 30988445 |      |

### Einzelbaudenkmale
| Lage                                                  | Bezeichnung              | Beschreibung | ID       | Bild           |
| ----------------------------------------------------- | ------------------------ | --- | -------- | -------------- |
| Am Bahnhof 52° 30′ 14″ N, 9° 27′ 20″ O                | Empfangsgebäude          | Der Bahnhof wurde um 1860 erbaut. Das Gebäude besteht aus einem zweigeschossigen Mittelgebäude, hier befand sich der Fahrscheinverkauf und die Wartehalle, und zwei Anbauten für Verwaltung und Bahnhofgaststätte. | 30981488 |                |
| Am Schützenplatz 10 52° 30′ 17″ N, 9° 28′ 4″ O        | Scheune                  | Längsdurchfahrtscheune | 30981505 |                |
| An der Liebfrauenkirche 52° 30′ 15″ N, 9° 27′ 42″ O   | Kirche                   | Die Geschichte der Kirche geht bis in die Mitte des 13. Jahrhunderts zurück. Die heutige Kirche geht auf einen Bau aus der Mitte des 13. Jahrhunderts zurück. Von 1500 bis 1502 wurde die Kirche umgebaut. Nach einem Stadtbrand wurde die Kirche 1727 wieder aufgebaut. Es ist ein dreischiffige Pseudobasilika mit drei JOcheneinen 5/8 Chor und einem quadratischen Turm. Die Ausstattung im Inneren ist im Stil des Rokoko erstellt worden und stammt von J. F. B. Ziesenis aus Hannover. | 30986949 | Weitere Bilder |
| An der Liebfrauenkirche 2 52° 30′ 16″ N, 9° 27′ 40″ O | Wohnhaus                 | Zweigeschossiger Fachwerkbau mit Krüppelwalmdach, wohl 1728 errichtet. Das klassizistische Portal im Rahmen eines 1831–33 durchgeführten Umbaus eingefügt. | 30981630 |                |
| An der Liebfrauenkirche 2 52° 30′ 16″ N, 9° 27′ 39″ O | Brunnen                  | Sandsteinbrunnen | 30981647 |                |
| Bleiche 52° 30′ 20″ N, 9° 27′ 50″ O                   | Schleuse                 | | 30981764 |                |
| Galgenberg 52° 29′ 24″ N, 9° 29′ 4″ O                 | Friedhof                 | Jüdischer Friedhof | 30981781 | Weitere Bilder |
| Hannoversche Straße 52° 30′ 15″ N, 9° 27′ 57″ O       | Brücke                   | Die dreibogige Gewölbebrücke überquert den Leinehauptarm. Die Brücke ist nach Löwen benannt, die auf den Brückenpfeilern stehen. Die Brücke wurde von 1687 bis 1689 erbaut und von 1929 bis 1930 erweitert. 1945 wurde der westliche Bogen von britischen Truppen wären des Zweiten Weltkrieges gesprengt. | 30981803 |                |
| Hüttenplatz 1 52° 30′ 7″ N, 9° 26′ 22″ O              | Fabrikgebäude            | | 30983187 | BW             |
| Kleine Leine 52° 30′ 16″ N, 9° 27′ 48″ O              | Brücke                   | | 30982278 |                |
| Landwehr 10 52° 30′ 19″ N, 9° 27′ 13″ O               | Wohnhaus                 | | 30981955 |                |
| Leinstraße 42 52° 30′ 30″ N, 9° 27′ 46″ O             | Wohnhaus                 | | 30982156 |                |
| Leinstraße 44 52° 30′ 31″ N, 9° 27′ 46″ O             | Wohnhaus                 | | 30982173 |                |
| Leinstraße 45 52° 30′ 29″ N, 9° 27′ 44″ O             | Wohnhaus                 | | 30982190 |                |
| Lindenstraße 8 52° 30′ 9″ N, 9° 27′ 31″ O             | Villa                    | | 30982207 |                |
| Lindenstraße 10 52° 30′ 8″ N, 9° 27′ 32″ O            | Villa                    | | 30982224 |                |
| Lindenstraße 13 52° 30′ 8″ N, 9° 27′ 32″ O            | Schule                   | Die sogenannte Rektorschule wurde von 1904 bis 1905 erbaut. Der Bau besteht aus zwei Trakten, in der Mitte befindet sich ein Uhrenturm. | 30982241 |                |
| Marktstraße 52° 30′ 16″ N, 9° 27′ 41″ O               | Brunnen                  | Löwenbrunnen | 30981613 |                |
| Marktstraße 52° 30′ 16″ N, 9° 27′ 41″ O               | Brunnen                  | Froschkönig | 30987631 | Weitere Bilder |
| Marktstraße 1 52° 30′ 17″ N, 9° 27′ 46″ O             | Wohnhaus                 | | 30982295 |                |
| Marktstraße 12a 52° 30′ 17″ N, 9° 27′ 34″ O           | Wohn-/Geschäftshaus      | | 30982464 |                |
| Marktstraße 13 52° 30′ 17″ N, 9° 27′ 32″ O            | Wohn-/Wirtschaftsgebäude | Im Jahre 1751 als Posthof erbaut. Komplex aus mehreren Fachwerkbauten, 1986 zum Geschäftshaus umgebaut. | 30982483 |                |
| Marktstraße 14 52° 30′ 18″ N, 9° 27′ 32″ O            | Wohn-/Wirtschaftsgebäude | | 30982517 |                |
| Marktstraße 17 52° 30′ 18″ N, 9° 27′ 29″ O            | Wohn-/Geschäftshaus      | Zweigeschossiges verputztes Traufenhaus mit neobarockem Zwerchhaus, um 1890 erbaut. | 30982534 |                |
| Marktstraße 19 52° 30′ 18″ N, 9° 27′ 25″ O            | Wohn-/Geschäftshaus      | | 30982571 |                |
| Marktstraße 22 52° 30′ 17″ N, 9° 27′ 25″ O            | Villa                    | | 30982588 |                |
| Marktstraße 28 52° 30′ 17″ N, 9° 27′ 31″ O            | Wohnhaus                 | | 30982645 |                |
| Marktstraße 30 52° 30′ 16″ N, 9° 27′ 33″ O            | Wohn-/Geschäftshaus      | Zweigeschossiger Backsteinbau mit Anklängen an den Jugendstil, wohl vor 1905 entstanden. Die Fassade zum Teil verputzt. | 30982662 |                |
| Marktstraße 36 52° 30′ 16″ N, 9° 27′ 42″ O            | Wache                    | | 30982715 |                |
| Marktstraße 37 52° 30′ 16″ N, 9° 27′ 44″ O            | Wohn-/Geschäftshaus      | | 30982755 |                |
| Marktstraße 37a 52° 30′ 16″ N, 9° 27′ 45″ O           | Wohn-/Geschäftshaus      | | 30982772 |                |
| Marktstraße 41 52° 30′ 16″ N, 9° 27′ 46″ O            | Wohn-/Geschäftshaus      | | 30982789 |                |
| Mecklenhorster Straße 73 52° 30′ 21″ N, 9° 29′ 56″ O  | Wohnhaus                 | | 30980051 | BW             |
| Mecklenhorster Straße 73 52° 30′ 19″ N, 9° 30′ 1″ O   | Scheune                  | | 30980102 | BW             |
| Mecklenhorster Straße 73 52° 30′ 19″ N, 9° 29′ 58″ O  | Allee                    | | 30980034 | BW             |
| Mecklenhorster Straße 73 52° 30′ 19″ N, 9° 29′ 56″ O  | Gedenkstätte             | Kriegerdenkmal 1914/18 | 30980068 | BW             |
| Mecklenhorster Straße 73 52° 30′ 23″ N, 9° 29′ 58″ O  | Stall                    | | 30980119 | BW             |
| Mecklenhorster Straße 73 52° 30′ 23″ N, 9° 29′ 59″ O  | Scheune                  | | 33780330 | BW             |
| Mittelstraße 15 52° 30′ 24″ N, 9° 27′ 40″ O           | Wohnhaus                 | | 30982846 |                |
| Mittelstraße 17 52° 30′ 23″ N, 9° 27′ 40″ O           | Wohnhaus                 | Fachwerk-Giebelhaus, bezeichnet 1716 und 1729. 1983 vollständig entkernt. | 30982863 |                |
| Mittelstraße 20 52° 30′ 22″ N, 9° 27′ 40″ O           | Wohnhaus                 | Dreiständerfachwerkbau, wohl spätes 18. Jahrhundert | 30982880 |                |
| Mittelstraße 23 52° 30′ 20″ N, 9° 27′ 40″ O           | Wohnhaus                 | Fachwerkdielenhaus, bezeichnet 1778. 1982 umfassend saniert und neu aufgerichtet. | 30982897 |                |
| Mittelstraße 26/27 52° 30′ 19″ N, 9° 27′ 40″ O        | Wohn-/Geschäftshaus      | | 30982914 |                |
| Nienburger Straße 15 52° 30′ 28″ N, 9° 27′ 17″ O      | Wohnhaus                 | | 30983005 |                |
| Nienburger Straße 28 52° 30′ 35″ N, 9° 27′ 13″ O      | Gasthaus                 | Rosenkrug | 30983022 |                |
| Rundeel 7 52° 30′ 21″ N, 9° 27′ 28″ O                 | Wohnhaus                 | | 30983039 |                |
| Rundeel 15 52° 30′ 22″ N, 9° 27′ 30″ O                | Wohnhaus                 | | 30983056 |                |
| Schloßstraße 2 52° 30′ 9″ N, 9° 27′ 47″ O             | Richterhaus              | Zweigeschossiger Putzbau mit Walmdach in einfachen klassizistischen Formen, um 1830 erbaut. | 30983098 |                |
| Schloßstraße 3 52° 30′ 15″ N, 9° 27′ 44″ O            | Wohn-/Geschäftshaus      | Dem um 1800 erbauten, eingeschossigen Fachwerkhaus wurde im ausgehenden 19. Jahrhundert eine neugotische Backsteinfassade vorgeblendet. | 30983134 |                |
| Schloßstraße 5 52° 30′ 13″ N, 9° 27′ 42″ O            | Jugendarrestanstalt      | | 30983151 |                |
| Schloßstraße 7 52° 30′ 12″ N, 9° 27′ 43″ O            | Amtsgericht              | | 30983170 |                |
| Stockhausenstraße 1 52° 30′ 6″ N, 9° 27′ 31″ O        | Schule                   | Stockhausen Schule | 30983208 |                |
| Suttorfer Straße 52° 30′ 20″ N, 9° 27′ 58″ O          | Gedenkstätte             | Kriegerdenkmal 1914/18,1939/45 | 30983225 |                |
| Suttorfer Straße 52° 30′ 20″ N, 9° 28′ 0″ O           | Kreuzstein               | Kreuzstein zur Erinnerung an den 1463 ertrunkenen Hans Stoter (Stoterstein) | 30983242 |                |
| Theodor-Heuss-Straße 23 52° 30′ 28″ N, 9° 27′ 36″ O   | Wohnhaus                 | | 30987702 |                |
| Windmühlenstraße 6 52° 30′ 21″ N, 9° 27′ 39″ O        | Wohnhaus                 | | 30983462 |                |
| Windmühlenstraße 19 52° 30′ 21″ N, 9° 27′ 37″ O       | Wohn-/Geschäftshaus      | | 30983496 |                |
| Windmühlenstraße 20 52° 30′ 21″ N, 9° 27′ 37″ O       | Wohn-/Geschäftshaus      | Vierständerbau, bezeichnet 1672. Eines der ältesten Fachwerkhäuser der Altstadt. | 30983513 |                |
| Wunstorfer Straße 2 52° 30′ 16″ N, 9° 27′ 25″ O       | Wohnhaus                 | Die Villa wurde als landwirtschaftliche Winterschule und Hotel im Jahre 1887 erbaut. Bauern sollten hier im Winter, wenn weniger Arbeit anlag, geschult werden. | 30983530 |                |
| Wunstorfer Straße 3 52° 30′ 13″ N, 9° 27′ 27″ O       | Villa                    | Die Villa wurde 1902 für den Justizrat Rohfing erbaut. Die im historischen Stil erbaute Villa zeigt schon Jugendstilelemente im Zierfachwerk. | 30983547 |                |
| Wunstorfer Straße 14 52° 30′ 11″ N, 9° 27′ 25″ O      | Verwaltungsgebäude       | Hier nahm im Jahre 1865 die H. Schlüter KG ihren Betrieb auf. Nach einem Brand im Jahre 1914 und der Demontage 1947 blieb nur der an der Straße liegende Ziegelbau und die einstige Maschinenhalle übrig. | 30983564 |                |
| Wunstorfer Straße 17 52° 30′ 8″ N, 9° 27′ 27″ O       | Kapelle                  | | 0983581  |                |

## Ehemalige Baudenkmale
Verzeichnet sind Bauten, die früher unter Denkmalschutz standen, heute aber aus diversen Gründen (zum Beispiel: Brand, Abbruch) nicht mehr existieren.
| Lage                                                                          | Bezeichnung           | Beschreibung | ID | Bild |
| ----------------------------------------------------------------------------- | --------------------- | --- | -- | ---- |
| An der Liebfrauenkirche 1 (früher: Schulstraße 1) 52° 30′ 16″ N, 9° 27′ 40″ O | Giebelhaus            | Eingeschossiges Fachwerkhaus in Ecklage, der Giebel zweifach vorkragend. Tür mit Oberlicht um 1820. An der zur Marktstraße gelegenen Traufseite befand sich ein Dielentor. Abgebrochen 1957             |    | BW   |
| Leinstraße 59 52° 30′ 35″ N, 9° 27′ 45″ O                                     | Hospital St. Nicolaus | Zweigeschossiger verbretterter Fachwerkbau von fünf Achsen, angeblich um 1750 errichtet. Walmdach mit vierseitigem Dachreiter und geschwungener Haube. Die Wetterfahne war mit 1808 bezeichnet. Abbruch |    | BW   |
| Marktstraße 27 52° 30′ 17″ N, 9° 27′ 30″ O                                    | Giebelhaus            | Zweigeschossiger Fachwerkbau, das Erdgeschoss zum Kaufhaus umgebaut. Das ehemalige Tor wurde wieder eingefügt, bezeichnet 1729. Abbruch für den Neubau des Kaufhauses Hibbe                             |    | BW   |
| Mittelstraße 16 52° 30′ 23″ N, 9° 27′ 40″ O                                   | Giebelhaus            | Fachwerk-Dielenhaus, mit Krüppelwalm, 1718 bezeichnet. Abgebrochen. An derselben Stelle befindet sich heute ein modernes Wohnhaus mit Klinkerfassade.                                                   |    | BW   |
| Mittelstraße 18 52° 30′ 23″ N, 9° 27′ 40″ O                                   | Giebelhaus            | Durch Umbauten entstelltes Fachwerkhaus, bezeichnet 1677. Neubau |    | BW   |
| Mittelstraße 21 52° 30′ 21″ N, 9° 27′ 40″ O                                   | Giebelhaus            | Fachwerk-Dielenhaus, um 1729. Ähnlich wie Mittelstraße 23. Abgebrochen und durch traufständigen Neubau ersetzt.                                                                                         |    | BW   |
| Windmühlenstraße 13 52° 30′ 23″ N, 9° 27′ 38″ O                               | Vierständerbau        | Fachwerk-Dielenhaus, die Diele war nach links verschoben. Torbalken 1738 bezeichnet. Abgebrochen. |    | BW   |
| Windmühlenstraße 14 52° 30′ 23″ N, 9° 27′ 38″ O                               | Vierständerbau        | Fachwerkbau, die Ständer im Erdgeschoss wurden im 18. Jh. erneuert. 1618 bezeichnet. Abgebrochen |    | BW   |
| Windmühlenstraße 16 52° 30′ 22″ N, 9° 27′ 38″ O                               | Giebelhaus            | Ende 18. Jahrhundert. Abgebrochen. Traufständiger Neubau |    | BW   |
| Windmühlenstraße 18 52° 30′ 21″ N, 9° 27′ 37″ O                               | Vierständerbau        | Das Ständerwerk mit Giebelfuß wurde im 18. Jh. erneuert. 1673 bezeichnet. Abgebrochen. Traufständiger Neubau                                                                                            |    | BW   |
| Windmühlenstraße 25 52° 30′ 19″ N, 9° 27′ 36″ O                               | Vierständerbau        | Fachwerk-Dielenhaus, bezeichnet 1779. Traufständiger Neubau |    | BW   |